# Волниково
Волниково — деревня в Свердловском районе Орловской области. Входит в состав Богодуховского сельского поселения.

## География
Деревня находится на берегу реки Неручь, на расстоянии 12 км к юго-западу от посёлка городского типа Змиёвка, административного центра района, и 42 км к юго-востоку от города Орёл, административного центра области.

### Часовой пояс
Деревня Волниково, как и вся Орловская область, находится в часовой зоне МСК (московское время). Смещение применяемого времени относительно UTC составляет +3:00.

## Население
| 2010 |
| ---- |
| 0    |

## Улицы
В деревне имеется одна улица — Советская.